# Moto Hagio
Moto Hagio (jap. 萩尾 望都 Hagio Moto; ur. 12 maja 1949 w Ōmuta, w Japonii) – japońska mangaka. Razem z Riyoko Ikedą i Keiko Takemiyą zaliczana jest do grupy roku 24-tego (jap. 24年組  Nijūyon-nen gumi), która zmieniła oblicze shōjo-mangi w latach 70. XX wieku. 

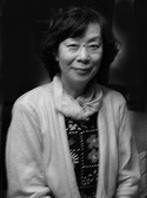
Moto Hagio (2008)

Artystka była wielokrotnie nagradzana, a jej mangi doczekały się adaptacji w formie anime, sztuk teatralnych, słuchowisk radiowych i seriali telewizyjnych. Moto Hagio stworzyła również projekty postaci do anime pt. Toki no Tabibito -Time Stranger- (1986) oraz do gry video, Illusion of Gaia (1994). Do najważniejszych prac artystki należą m.in.: Klan Poe, Thomas no shinzō, Zankoku na kami ga shihai suru, Było ich jedenaścioro oraz Barubara Ikai.
W 2008 zadebiutowała także jako aktorka w filmie Domomata no shi (jap. ドモ又の死 Domomata no shi). 
Obecnie mieszka w prefekturze Saitama.

## Nagrody i wyróżnienia
- 1976 – Nagroda Shōgakukan Manga za mangi Klan Poe i Było ich jedenaścioro
- 1980 – Seiun Award za mangę Star Red
- 1983 – Seiun Award za mangę Srebrny trójkąt
- 1985 – Seiun Award ze mangę X+Y
- 1997 – Nagroda Kulturalna im. Osamu Tezuki za mangę Zankoku na kami ga shihai suru
- 2006 – Nihon SF Taisho Award za mangę Barubara Ikai
- 2016 – Nagroda Asahi[1]
- 2019 – Zasłużona dla kultury[2]